# Мартин, Чарльз
Чарльз Ли Мартин (англ. Charles Lee Martin; род. 24 апреля 1986, Сент-Луис, Миссури, США) — американский боксёр-профессионал, выступающий в тяжёлой весовой категории.
Среди профессионалов бывший чемпион мира по версии IBF (2016) и обязательный претендент на титул чемпиона мира по версии IBF (2020—2022) в тяжёлом весе.

## Биография
Родился 24 апреля 1986 года в городе Сент-Луис штата Миссури в США.
2 августа 2016 года Мартин получил огнестрельное ранение в Лос-Анджелесе. Пассажир, находившийся в машине Мартина, рассказал полиции о том, что они вместе с Чарльзом были в центре Лос-Анджелеса около пяти часов утра, когда к машине подошли двое неизвестных и вступили в спор с боксёром. По ходу перебранки один из неизвестных выстрелил в Мартина, но промахнулся, после чего оба мужчины ретировались с места конфликта. Мартин сел в свою машину и начал преследовать нападавших, но врезался в опору линии электропередач. Злоумышленники вернулись и вновь открыли огонь. На этот раз Мартин получил пулю в предплечье, после чего нападавшие скрылись на машине. В госпитале Мартин рассказал, что прибывшие полицейские спасли ему жизнь, поскольку он потерял много крови. Боксёр также сообщил, что не имеет ни малейшего понятия о том, кем были нападавшие. Кроме того, по его версии изложения происшествия, он пытался не догнать преступников, а, наоборот, скрыться от них, когда угодил в аварию.

## Любительская карьера
Чарльз Мартин является четвертьфиналистом чемпионата США 2012 года, финалистом престижного турнира «Золотые перчатки» и победителем Национального чемпионата Полицейской атлетической лиги 2012 года в категории свыше 91 кг.

## Профессиональная карьера
Профессиональную боксёрскую карьеру Чарльз начал 27 октября 2012 года победив американского боксёра Вашоуна Томлина.
30 марта 2013 года Мартин встретился с Альваро Моралесом. Решением большинства судей была зафиксирована ничья.
21 сентября 2013 года встретился с непобежденным Винсентом Томпсоном. Мартин победил единогласным решением судей в 6 -раундовом бою. С того момента все свои победы одержал досрочно.
14 ноября 2013 года встретился с Джойем Давейко. Давейко принял предложение на бой за неделю до его начала. К середине третьего раунда, Давейко тяжело дышал. После 4 раунда Давейко отказался от продолжения боя. После боя он заявил, что он никогда не будет проводить бой снова без полного 6-8 недельного тренировочного лагеря.

#### Бой с Александером Флоресом
16 апреля 2014 года Чарльз Мартин завоевал вакантный титул чемпиона по версии WBO NABO победив нокаутом в четвёртом раунде небитого ранее американского боксёра Александра Флореса (14-0).

#### Бой с Кертсоном Мэнсуэллом
В первых двух раундах Мансвеллу удалось провести несколько хороших ударов правой через руку, хотя в целом ситуацию в ринге контролировал Мартин. А уже в третьем Чарльз Мартин трижды отправлял своего оппонента на настил ринга, после чего рефери остановил бой, зафиксировав его победу техническим нокаутом.

#### Бой с Рафаэлем Зумбано Лове
28 февраля 2015 года в бою против Рафаэля Зумбано Лове Мартин победил нокаутом в десятом раунде. Если в первых трёх раундах бразильскому боксеру время от времени удавалось доставать Мартина своими ударами (хотя сам он пропускал больше), то начиная с четвёртого бой превратился в одностороннее избиение Рафаэля. В 10 раунде после затяжной серии с хуков и апперкотов Рафаэль Зумбано Лав оказался на помосте ринга. Рефери остановил бой.

#### Возможный бой с Домиником Бризилом
12 декабря 2015 года Мартин должен был встретится с небитым американским «проспектом» Домиником Бризилом (16-0), но за два дня до боя, команда Мартина отказалась от встречи с Бризилом, после того как стало известно что у Мартина появилась возможность провести бой за вакантный титул чемпиона мира.

#### Чемпионский бой с Вячеславом Глазковым
После отказа Тайсона Фьюри, победившего 28 ноября 2015 года Владимира Кличко, встретиться с обязательным претендентом IBF украинцем Вячеславом Глазковым, был назначен бой за титул чемпиона IBF между Вячеславом Глазковым и 4-м номером рейтинга, Чарльзом Мартином. Промоутер Мартина, Эл Хеймон, выиграл торги на бой со ставкой в 1,238 млн $. 16 января 2016 года, Мартин провёл бой с Глазковым. После двух равных раундов Глазков подвернул ногу и травмировал правое колено, после чего не смог продолжить поединок. Рефери зафиксировал победу Мартина техническим нокаутом. Чарльз Мартин завоевал титул чемпиона по версии IBF, нанеся таким образом Глазкову первое поражение в карьере. Глазков выразил желание провести реванш после выздоровления.

#### Бой с Энтони Джошуа
9 апреля 2016 года прошёл бой между чемпионом по версии IBF Чарльзом Мартином 23-0-1 (21 KО) и британским проспектом Энтони Джошуа 16-0, (16 KО). Джошуа с первого раунда захватил инициативу, нанося мощные одиночные удары справа с дистанции, Мартин выглядел растерянным. На второй минуте второго раунда Мартин предпринял попытку нанести джеб, после чего Джошуа уклонился и провёл прямой удар справа, точно в подбородок соперника, Мартин оказался на полу, рефери открыл счёт. Поднявшись на счёт 9 Мартин вновь предпринял попытку пойти в атаку, и Джошуа снова отправил соперника на пол правым прямым, Мартин встал на счёт 10, но рефери остановил поединок, Джошуа стал новым чемпионом мира по версии IBF.

##### Восстановительный бой с Брайаном Полли
25 апреля 2017 года в Тунике, Миссисипи, (США) вернулся на ринг после поражения от Энтони Джошуа и огнестрельного ранения предплечья победив во втором раунде техническим нокаутом джорнимэна Брайаном Полли (30-20-1, 13 KO)

#### Бой с Майклом Марроне
18 июля 2018 года в Александрии, Луизиана, (США) провел поединок против 31-летнего середняка Майкла Маррона (21-7-0) и одержал быструю победу нокаутом в первом раунде. Этот поединок стал для Мартина вторым после потери титула в бою против британца Энтони Джошуа в апреле прошлого года.

#### Бой с Адамом Ковнацким
8 сентября 2018 года в Бруклине, Ню Йорк, (США) встретился с польским проспектом Адамом Ковнацким (17-0, 14 КО). Бой начался лучше для Ковнацкого, который быстро стартовал и стал с самого начала осыпать соперника тяжелыми ударами. Несмотря на то, что в защите Ковнацкого было достаточно брешей, первые четыре раунда пошли под его диктовку. С 5 раунда поединок выровнялся, Ковнацкий оставался таким же активным, но атаки Мартина стали более точными. Два последних раунда прошли в захватывающей борьбе. Оба боксера выглядели очень уставшими, но никто не хотел отступать. Ковнацкий шёл вперед, но Мартин тоже неплохо бил навстречу. По итогу десяти раундов все судьи насчитали 96-94 в пользу польского боксера.

#### Бой с Грегори Корбином
17 марта 2019 года в Арлингтоне, США успешно вернулся на ринг после поражения от Адама Ковнацкого и победил небитого проспекта Грегори Корбина (15-0, 9 КО), который был дисквалифицирован в восьмом раунде за удары ниже пояса. Мартин уверенно выигрывал бой и сумел несколько раз потрясти соперника, на что тот начал отвечать ударами ниже пояса. Рефери вынес Корбину предупреждения в четвертом, пятом и шестом раундах, а затем после еще одного удара ниже пояса от Корбина дисквалифицировал его в восьмом раунде.

#### Бой с Дэниэлом Мартцем
13 июля 2019 года в Миннеаполис, США одержал досрочную победу над контроллером Дэниэлом Марцем (18-7-1, 15 КО). Бой был остановлен в четвертом раунде, после того как Марц дважды побывал на настиле ринга

#### Претендентский бой с Джеральдом Вашингтоном
21 февраля 2020 года в Лас Вегасе (США) в отборочном поединке по версии IBF победил техническим нокаутом в шестом раунде бывшего претендента на титул в этом весе 37-летнего Джеральда Вашингтона (20-3-1). Мартин владел преимуществом и в шестом раунде отправил Вашингтона на настил ринга одиночным ударом слева. Тот смог подняться, но рефери, оценив его состояние, остановил поединок.

#### Бой с Луисом Ортисом
1 января 2022 года в Голливуде (Флорида, США) в главном событии вечера встретился с 42-летним кубинским тяжеловесом Луисом Ортисом (32-2, 27 KO). Бой начался в среднем темпе, где уже в стартовом раунде оба боксера успели побывать на настиле. Но Мартин упал из-за потери равновесия, после того как Ортис наступил ему на ногу, а кубинцу под конец раунда рефери отсчитал нокдаун. Ситуация повторилась в четвертом раунде, где Ортис вновь выглядел лучше на протяжении раунда, но снова нарвался на встречный удар и оказался в нокдауне после точного джеба в исполнении Мартина. В шестом раунде Ортис левым кроссом через руку точно попал в височную часть и сильно потряс Мартина. Чарльзу был отсчитан нокдаун, но он продолжил бой. Ортис бросился на добивание и довел дело до победы техническим нокаутом. На момент остановки Мартин опережал Ортиса на картах судей: 46-47 и 45-48 дважды. Разошлись во мнениях судьи только в 5-м раунде — Тоби Тамаркин почему-то отдал эту трёхминутку кубинцу, хотя даже статистика ударов сильно не в его пользу.

#### Бой с Девином Варгасом
4 сентября 2022 года в Лос-Анджелесе, США нокаутировал джорнимэна - соотечественника Девина Варгаса (22-8, 9 KO), который в 2004 году представлял США на Олимпийских играх в Афинах (Греция). Варгас начал схватку неплохо, но вскоре начал отступать от оппонента, так как уж слишком сильно уступал тому в огневой мощи. Ещё одной проблемой джорнимена стало рассечение возле глаза. К 4-му раунду поединок превратился в одностороннее избиение. Андердог всё реже отвечал ударами на удары, полностью перешёл в режим выживания. В середине трёхминутки Мартин его попросту избивал у канатов. Рефери не выдержал, вмешался и остановил мисматч-поединок. Мартин ТКО 4.

#### Бой с Джаредом Андерсоном
1 июля 2023 года в городе Толедо (штат Огайо), США в вечере организованном Бобом Арумом (Top Rank) в главном бою вечера встретился с американским нокаутером Джаредом Андерсоном (14-0, 14 КО). Мартин согласился на бой на коротком уведомлении, ввиду того, что казахстанец Жан Кособуцкий не смог получить визу. После нескольких конкурентных раундов, уже в третьей трехминутке Андерсон смог отправить Мартина в нокдаун, но, бросившись на добивание, несколько раз сам нарвался на встречные удары бывшего чемпиона за несколько секунд до конца раунда. В пятом раунде Мартин смог крепко попал по Андерсону, у которого заметно подкосило ноги — и он откровенно спасался в ринге. После этого Джаред принял решение боксировать несколько раундов вторым номером на дистанции и больше стал работать джебом, зарабатывая баллы. В седьмом раунде Андерсон вновь пошёл вперед (стоит отметить, что на этот раунд Андерсон вышел впервые в карьере) и вновь стал прессинговать Мартина, который заметно устал. В девятом раунде уже Джаред был близок к досрочной победе, но подобно ситуации в третьем раунде, Андерсон снова пропустил мощный контр-панч на последних секундах отрезка и бой продолжился. В конечном итоге, по итогам 10 раундов судьи единогласно отдали победу Андерсону со счетом: 98-91, и 99-90 — дважды.

## Статистика профессиональных боёв
В таблице перечислены результаты всех поединков боксёров.
В каждой строке указан результат поединка. Дополнительно номер поединка обозначен цветом, который обозначает итог поединка. Расшифровка обозначений и цветов представлена в нижеследующей таблице.
| Пример | Расшифровка                     |
| ------ | ------------------------------- |
|        | Победа                          |
|        | Ничья                           |
|        | Поражение                       |
|        | Планируемый поединок            |
|        | Поединок признан несостоявшимся |
| КО     | Нокаут                          |
| ТКО    | Технический нокаут              |
| PTS    | Решение судей (по очкам)        |
| UD     | Единогласное решение судей      |
| MD     | Решение большинства судей       |
| SD     | Раздельное решение судей        |
| RTD    | Отказ от продолжения боя        |
| DQ     | Дисквалификация                 |
| NC     | Поединок признан несостоявшимся |

| 34 поединка, 29 побед (26 нокаутом), 1 ничья, 4 поражения. | 34 поединка, 29 побед (26 нокаутом), 1 ничья, 4 поражения. | 34 поединка, 29 побед (26 нокаутом), 1 ничья, 4 поражения. | 34 поединка, 29 побед (26 нокаутом), 1 ничья, 4 поражения. | 34 поединка, 29 побед (26 нокаутом), 1 ничья, 4 поражения. | 34 поединка, 29 побед (26 нокаутом), 1 ничья, 4 поражения. | 34 поединка, 29 побед (26 нокаутом), 1 ничья, 4 поражения. |
| Бой                                                        | Рекорд                                                     | Дата боя                                                   | Соперник                                                   | Место проведения боя                                       | Раундов, время                                             | Дополнительно |
| ---------------------------------------------------------- | ---------------------------------------------------------- | ---------------------------------------------------------- | ---------------------------------------------------------- | ---------------------------------------------------------- | ---------------------------------------------------------- | --- |
| 34                                                         | 29-4-1                                                     | 1 июля 2023                                                | Джаред Андерсон (14-0)                                     | Huntington Center, Толидо, Огайо, США                      | UD 10 (10)                                                 | Счёт: 91-99, 90-99 (дважды). Бой за титулы чемпиона США по версии WBC United States (1-я защита Андерсона) и WBO International (2-я защита Андерсона) в тяжёлом весе. |
| 33                                                         | 29-3-1                                                     | 4 сентября 2022                                            | Девин Варгас (22-7)                                        | Crypto.com-арена, Лос-Анджелес, Калифорния, США            | KO 4 (8), 1:59                                             | |
| 32                                                         | 28-3-1                                                     | 1 января 2022                                              | Луис Ортис (32-2)                                          | Seminole Hard Rock Hotel & Casino, Холливуд, Флорида, США  | TKO 6 (12), 1:36                                           | Счёт на момент остановки боя: 47-46, 48-45 (дважды). Потерял статус официального претендента на титул чемпиона мира по версии IBF в тяжёлом весе.                     |
| 31                                                         | 28-2-1                                                     | 22 февраля 2020                                            | Джеральд Вашингтон (20-3-1)                                | MGM Grand Garden Arena, Лас-Вегас, Невада, США             | TKO 6 (12), 1:57                                           | Завоевал статус официального претендента на титул чемпиона мира по версии IBF в тяжёлом весе.                                                                         |
| 30                                                         | 27-2-1                                                     | 13 июля 2019                                               | Дэниел Мартц (18-6-1)                                      | Миннеаполис, Миннесота, США                                | TKO 4 (10), 2:03                                           | Мартц дважды в нокдауне в 4-м раунде. |
| 29                                                         | 26-2-1                                                     | 16 марта 2019                                              | Грегори Корбин (15-0)                                      | AT&T Stadium, Арлингтон, Техас, США                        | DQ 8 (10), 0:53                                            | Корбин дисквалифицирован за удары ниже пояса. |
| 28                                                         | 25-2-1                                                     | 8 сентября 2018                                            | Адам Ковнацкий (17-0)                                      | Барклайс-центр, Бруклин, Нью-Йорк, США                     | UD 10 (10)                                                 | Счёт: 94-96 (трижды). |
| 27                                                         | 25-1-1                                                     | 18 июля 2017                                               | Майкл Марроне (21-7)                                       | Александрия, Рапидс, Луизиана, США                         | TKO 1 (10), 2:31                                           | |
| 26                                                         | 24-1-1                                                     | 25 апреля 2017                                             | Байрон Полли (30-20-1)                                     | Туника, Миссисипи, США                                     | TKO 2 (10), 0:51                                           | |
| 25                                                         | 23-1-1                                                     | 9 апреля 2016                                              | Энтони Джошуа (15-0)                                       | O2 Арена, Лондон, Англия, Великобритания                   | KO 2 (12), 1:32                                            | Потерял титул чемпиона мира по версии IBF в супертяжёлом весе (1-я защита Мартина).                                                                                   |
| 24                                                         | 23-0-1                                                     | 16 января 2016                                             | Вячеслав Глазков (22-0-1)                                  | Барклайс-центр, Бруклин, Нью-Йорк, США                     | TKO 3 (12), 1:50                                           | Завоевал вакантный титул чемпиона мира по версии IBF в супертяжёлом весе. (Глазков не смог продолжать бой из-за травмы колена).                                       |
| 23                                                         | 22-0-1                                                     | 26 сентября 2015                                           | Висенте Сандиз (15-4)                                      | Бирмингем, Алабама, США                                    | TKO 3 (10), 0:35                                           | Защитил титул чемпиона по версии WBO NABO (4-я защита) в супертяжёлом весе.                                                                                           |
| 22                                                         | 21-0-1                                                     | 25 апреля 2015                                             | Том Даллас (17-4)                                          | Мэдисон Сквер Гарден, Нью-Йорк, США                        | TKO 1 (10), 2:56                                           | Защитил титул чемпиона по версии WBO NABO (3-я защита) в супертяжёлом весе.                                                                                           |
| 21                                                         | 20-0-1                                                     | 28 февраля 2015                                            | Рафаэль Зумбано Лове (35-9-1)                              | Феникс, Аризона, США                                       | KO 10 (10), 1:47                                           | Защитил титул чемпиона по версии WBO NABO (2-я защита) в супертяжёлом весе.                                                                                           |
| 20                                                         | 19-0-1                                                     | 9 января 2015                                              | Деймон МакКрири (15-3)                                     | Кабазон, Калифорния, США                                   | KO 1 (6), 2:21                                             | |
| 19                                                         | 18-0-1                                                     | 23 июля 2014                                               | Кертсон Мэнсуэлл (24-8)                                    | Нью-Йорк, штат Нью-Йорк, США                               | TKO 3 (10), 2:33                                           | Защитил титул чемпиона по версии WBO NABO (1-я защита) в супертяжёлом весе.                                                                                           |
| 18                                                         | 17-0-1                                                     | 20 мая 2014                                                | Рафаэль Педро (21-10-1)                                    | Санта-Моника, Калифорния, США                              | KO 1 (10), 2:19                                            | |
| 17                                                         | 16-0-1                                                     | 16 апреля 2014                                             | Александр Флорес (14-0)                                    | Санта-Моника, Калифорния, США                              | KO 4 (10), 1:14                                            | Завоевал вакантный титул чемпиона Северной Америки по версии WBO NABO в супертяжёлом весе..                                                                           |
| 16                                                         | 15-0-1                                                     | 1 марта 2014                                               | Тиаб Бил (9-3-1)                                           | Опелусас, Луизиана, США                                    | KO 2 (8), 2:37                                             | |
| 15                                                         | 14-0-1                                                     | 6 февраля 2014                                             | Маурензо Смит (12-7-3)                                     | Голливуд, Калифорния, США                                  | RTD 3 (8), 3:00                                            | |
| 14                                                         | 13-0-1                                                     | 21 декабря 2013                                            | Гленди Эрнандес (10-0)                                     | Лос-Анджелес, Калифорния, США                              | RTD 4 (6), 3:00                                            | |
| 13                                                         | 12-0-1                                                     | 14 ноября 2013                                             | Джой Давейко (8-2-2)                                       | Голливуд, Лос-Анджелес, Калифорния, США                    | RTD 4 (6), 3:00                                            | |
| 12                                                         | 11-0-1                                                     | 25 октября 2013                                            | Диюлу Аристилде (9-6)                                      | Монтебелло, Калифорния, США                                | KO 1 (6), 2:27                                             | |
| 11                                                         | 10-0-1                                                     | 21 сентября 2013                                           | Винсент Томпсон (13-0)                                     | Шелтон, Вашингтон, США                                     | UD 6 (6)                                                   | Счёт: 60-52, 59-53, 58-54. |
| 10                                                         | 9-0-1                                                      | 19 июля 2013                                               | Аарон Кинч (5-1-1)                                         | Салем, Нью-Гэмпшир, США                                    | TKO 4 (6), 2:55                                            | |
| 9                                                          | 8-0-1                                                      | 6 июня 2013                                                | Джошуа Кларк (2-1-2)                                       | Коста-Меса, Калифорния, США                                | UD 6 (6)                                                   | Счёт: 59-53, 60-52 (дважды). |
| 8                                                          | 7-0-1                                                      | 22 мая 2013                                                | Сильвестр Баррон (7-1)                                     | Санта-Моника, Калифорния, США                              | KO 2 (6), 0:31                                             | |
| 7                                                          | 6-0-1                                                      | 30 марта 2013                                              | Альваро Моралес (6-12-6)                                   | Лос-Анджелес, Калифорния, США                              | MD 4 (4)                                                   | Счёт: 40-36, 38-38 (дважды). |
| 6                                                          | 6-0-0                                                      | 14 марта 2013                                              | Филипп Триантафило (2-1)                                   | Голливуд, Лос-Анджелес, Калифорния, США                    | KO 2 (4), 1:44                                             | |
| 5                                                          | 5-0-0                                                      | 23 февраля 2013                                            | Энтони Хинсан (0-1)                                        | Монтебелло, Калифорния, США                                | KO 1 (4), 2:57                                             | |
| 4                                                          | 4-0-0                                                      | 1 февраля 2013                                             | Костатино Синоти (0-1)                                     | Лос-Анджелес, Калифорния, США                              | KO 1 (4), 2:39                                             | |
| 3                                                          | 3-0-0                                                      | 21 декабря 2012                                            | Терренс Перро (0-1)                                        | Голливуд, Лос-Анджелес, Калифорния, США                    | KO 4 (4), 0:41                                             | |
| 2                                                          | 2-0-0                                                      | 17 ноября 2012                                             | Ларри Уорд (1-3)                                           | Лос-Анджелес, Калифорния, США                              | KO 3 (4), 1:31                                             | |
| 1                                                          | 1-0-0                                                      | 27 октября 2012                                            | Вашоун Томлин (0-6)                                        | Шарлотт, Северная Каролина, США                            | KO 1 (4), 3:00                                             | |
| Бой                                                        | Рекорд                                                     | Дата боя                                                   | Соперник                                                   | Место проведения боя                                       | Раундов, время                                             | Дополнительно |